# Piriqueta assurensis
Piriqueta assurensis är en passionsblomsväxtart som beskrevs av Ignatz Urban. Piriqueta assurensis ingår i släktet Piriqueta och familjen passionsblomsväxter. Inga underarter finns listade i Catalogue of Life.